# Liga Cultural de Fútbol Torneo Oficial 2021
La Liga Cultural de Fútbol es una liga regional de fútbol profesional de la Provincia de La Pampa (Argentina), afiliada a la AFA a través del Consejo Federal. Su sede está localizada en la calle Lucio V. Mansilla 215, de la ciudad de Santa Rosa. 
Organiza anualmente el Torneo Oficial de Liga, en sus divisiones "A" y "B"

## Torneo de Primera A
El Campeonato Oficial de la Liga Cultural de Fútbol de 2021 fue la 94ª edición del torneo. Marcó el retorno del fútbol culturalista, luego de la cancelación anticipada y sin campeón, por la pandemia de Covid-19, de la temporada 2020.
Del Campeonato participaron 20 equipos. El torneo se dividió, como es habitual, en dos zonas, tomando como punto de referencia para agrupar los equipos en cada una de las zonas, la Ruta Provincial n.º 18.
La Zona Norte quedó conformada por diez equipos, de las ciudades ubicadas al norte de la mencionada ruta; y la Zona Sur conformada por diez equipos de las ciudades ubicadas al sur de dicha Ruta Provincial.
El torneo comenzó en simultáneo en ambas Zonas, el día 21 de marzo y cada una de ellas tuvo su campeón. El certamen finalizó con la disputa el día 22 de diciembre de 2021 con la disputa del partido de vuelta de la final entre los campeones de ambas zonas, que determino que All Boys fue el Campeón Oficial de la Liga Cultural 2021
.
El torneo sirvió además para clasificar a ocho equipos para el Torneo Provincial de Fútbol 2022.

### Zona Norte
Del certamen desistieron de participar Deportivo Rivera, y Deportivo Anguilense, sin ser sancionados con el descenso automático, dado que por la situación de pandemia, la liga determinó que el torneo no era obligatorio, y les dio a los clubes la opción voluntaria de no participar, sin que ello acarre sanción alguna.

El torneo se jugó en un grupo único y por el sistema de campeonato; los 10 equipos participantes se enfrentaron todos contra todos a dos ruedas independientes cada una de ellas, denominadas Apertura (la primera rueda) y Clausura (la segunda rueda) invirtiéndose en la segunda rueda la condición de local, con campeones por cada una de las etapas, y el fixturer se determinó por sorteo. 

Finalizadas ambas mangas, el campeón del Apertura All Boys, se enfrentó al campeón del Clausura Atlético Santa Rosa; para determinar al campeón de la Zona Norte; ambos equipos clasificaron además al torneo Provincial. 

Asimismo finalizadas ambas ruedas se confeccionó la tabla general de puntos que sirvió para clasificar al equipo mejor ubicado (excluidos ambos campeones) al torneo provincial; y a otros dos equipos para el "repechaje", contra dos equipos del sur, para clasificar a dicho torneo. 

#### Apertura
El campeón fue All Boys.
| Tabla Posiciones Apertura Zona Norte |                                  |    |    |    |    |     |     |     |     |
| Pos                                  | Equipo                           | J  | G  | E  | P  | GF  | GC  | Dif | Pts |
| 1                                    | All Boys (Santa Rosa) (Cam)      | 9  | 7  | 1  | 1  | 16  | 3   | 13  | 22  |
| 2                                    | Independiente (Doblas)           | 9  | 5  | 3  | 1  | 12  | 5   | 7   | 18  |
| 3                                    | Dep. Mac Allister (Santa Rosa)   | 9  | 5  | 3  | 1  | 14  | 7   | 7   | 18  |
| 4                                    | General Belgrano (Santa Rosa)    | 9  | 5  | 1  | 3  | 13  | 7   | 6   | 16  |
| 5                                    | Guardia del Monte (Toay)         | 9  | 4  | 2  | 3  | 14  | 10  | 4   | 14  |
| 6                                    | Atl. Macachín (Macachín)         | 9  | 4  | 2  | 3  | 8   | 9   | -1  | 14  |
| 7                                    | Deportivo Winifreda (Winifreda)  | 9  | 2  | 3  | 4  | 6   | 9   | -3  | 9   |
| 8                                    | Atlético Santa Rosa (Santa Rosa) | 9  | 2  | 0  | 7  | 8   | 14  | -6  | 6   |
| 9                                    | Deportivo Penales (Santa Rosa)   | 9  | 1  | 2  | 6  | 6   | 18  | -12 | 5   |
| 10                                   | Unión (Miguel Riglos)            | 9  | 1  | 1  | 7  | 6   | 21  | -15 | 4   |
| TOTALES                              | TOTALES                          | 90 | 36 | 18 | 36 | 103 | 103 | 0   | 126 |

| (Cam) | Campeón Apertura. |

#### Clausura
El campeón fue Atlético Santa Rosa.
| Tabla Posiciones Clausura Zona Norte |                                         |    |    |    |    |     |     |     |     |
| Pos                                  | Equipo                                  | J  | G  | E  | P  | GF  | GC  | Dif | Pts |
| 1                                    | Atlético Santa Rosa (S)anta Rosa) (Cam) | 9  | 6  | 1  | 2  | 17  | 14  | 3   | 19  |
| 2                                    | General Belgrano (Santa Rosa)           | 9  | 5  | 2  | 2  | 23  | 15  | 8   | 17  |
| 3                                    | Deportivo Winifreda (Winifreda)         | 9  | 4  | 3  | 2  | 19  | 12  | 7   | 15  |
| 4                                    | All Boys (Santa Rosa)                   | 9  | 4  | 2  | 3  | 21  | 11  | 10  | 14  |
| 5                                    | Guardia del Monte (Toay)                | 9  | 4  | 2  | 3  | 14  | 16  | -2  | 14  |
| 6                                    | Deportivo Penales (Santa Rosa)          | 9  | 4  | 2  | 3  | 11  | 11  | 0   | 14  |
| 7                                    | Dep. Mac Allister (Santa Rosa)          | 9  | 4  | 0  | 5  | 17  | 22  | -5  | 12  |
| 8                                    | Independiente (Doblas)                  | 9  | 1  | 5  | 3  | 12  | 14  | -2  | 8   |
| 9                                    | Unión (Miguel Riglos)                   | 9  | 2  | 2  | 5  | 11  | 18  | -7  | 8   |
| 10                                   | Atl. Macachín (Macachín)                | 9  | 1  | 1  | 7  | 7   | 19  | -12 | 4   |
| TOTALES                              | TOTALES                                 | 90 | 35 | 20 | 35 | 152 | 152 | 0   | 125 |

| (Cam) | Campeón Clausura. |

#### Posiciones Generales Zona Norte 2021
| Tabla Posiciones Zona Norte |                             |     |    |    |    |     |     |     |     |
| Pos                         | Equipo                      | J   | G  | E  | P  | GF  | GC  | Dif | Pts |
| 1                           | All Boys(Cla)               | 18  | 11 | 3  | 4  | 37  | 14  | 23  | 36  |
| 2                           | General Belgrano(Cla)       | 18  | 10 | 3  | 5  | 36  | 22  | 14  | 33  |
| 3                           | Deportivo Mac Allister(Rep) | 18  | 9  | 3  | 6  | 31  | 29  | 2   | 30  |
| 4                           | Guardia del Monte(Rep)      | 18  | 8  | 4  | 6  | 28  | 26  | 2   | 28  |
| 5                           | Independiente               | 18  | 6  | 8  | 4  | 24  | 19  | 5   | 26  |
| 6                           | Atlético Santa Rosa(Cla)    | 18  | 8  | 1  | 9  | 25  | 28  | -3  | 25  |
| 7                           | Deportivo Winifreda         | 18  | 6  | 6  | 6  | 25  | 21  | 4   | 24  |
| 8                           | Deportivo Penales           | 18  | 5  | 4  | 9  | 17  | 29  | -12 | 19  |
| 9                           | Atl. Macachín               | 18  | 5  | 3  | 10 | 15  | 28  | -13 | 18  |
| 10                          | Unión                       | 18  | 3  | 3  | 12 | 17  | 39  | -22 | 12  |
| TOTALES                     | TOTALES                     | 180 | 71 | 38 | 71 | 255 | 255 | 0   | 251 |

| (Cla) | Clasificados al Provincial.                         |
| (Rep) | Cladificados al Repechaje por el Torneo Provincial. |

### Final Zona Norte
En partidos de ida y vuelta se enfrentaron los campeones de la Zona Norte, en sus torneos Apertura (All Boys) y Clausura (Atlético Santa Rosa), con ventaja de localía para el equipo que más puntos había sumado en la temporada.

El campeón de la Zona Norte fue All Boys, que se quedó con el título tras emaptar en el encuentro de ida de visitante por 1 a 1; y vencer por 2 a 0, en la vuelta de local.
|  | Final            |                     |   |   |  |
|  | 24//11 y 8/12/21 |                     |   |   |  |
|  |                  |                     |   |   |  |
|  | 1                | All Boys            | 1 | 2 |  |
|  | 1                | All Boys            | 1 | 2 |  |
|  | 2                | Atlético Santa Rosa | 1 | 0 |  |
|  | 2                | Atlético Santa Rosa | 1 | 0 |  |

Nota: El equipo mencionado en la línea superior definió la serie de local.

### Zona Sur
El torneo se jugó en un grupo único y por el sistema de campeonato; los 10 equipos participantes se enfrentaron todos contra todos a dos ruedas independientes cada una de ellas, denominadas Apertura (la primera rueda) y Clausura (la segunda rueda) invirtiéndose en la segunda rueda la condición de local, con campeones por cada una de las etapas, y el fixturer se determinó por sorteo.
Finalizadas ambas mangas, el campeón del Apertura: Pampero, se enfrentó al campeón del Clausura: Bernasconi; para determinar al campeón de la Zona Sur; ambos equipos clasificaron además al torneo Provincial.
Asimismo, finalizadas ambas ruedas se confeccionó la tabla general de puntos que sirvió para clasificar al equipo mejor ubicado (excluidos ambos campeones) al torneo provincial; y a otros dos equipos para el "repechaje", contra dos equipos del sur, para clasificar a dicho torneo.

#### Apertura
El campeón fue Pampero (Guatrache).
| Tabla Posiciones Apertura Zona Sur |                                     |    |    |    |    |     |     |     |     |
| Pos                                | Equipo                              | J  | G  | E  | P  | GF  | GC  | Dif | Pts |
| 1                                  | Pampero (Guatraché)                 | 9  | 8  | 1  | 0  | 20  | 4   | 16  | 25  |
| 2                                  | Unión Dep. Bernasconi (Bernasconi)  | 9  | 7  | 1  | 1  | 30  | 10  | 20  | 22  |
| 3                                  | Independiente (Jacinto Aráuz)       | 9  | 5  | 2  | 2  | 17  | 9   | 8   | 17  |
| 4                                  | Gimnasia y Esgrima (Darregueira)    | 9  | 5  | 0  | 4  | 17  | 12  | 5   | 15  |
| 5                                  | Huracán (Guatraché)                 | 9  | 5  | 0  | 4  | 16  | 16  | 0   | 15  |
| 6                                  | Argentino (Darregueira)             | 9  | 3  | 2  | 4  | 14  | 19  | -5  | 11  |
| 7                                  | Villa Mengelle (Jacinto Aráuz)      | 9  | 2  | 2  | 5  | 11  | 19  | -8  | 8   |
| 8                                  | Unión (General Campos)              | 9  | 2  | 2  | 5  | 9   | 21  | -12 | 8   |
| 9                                  | Sportivo y Cultural (G. San Martín) | 9  | 1  | 3  | 5  | 7   | 15  | -8  | 6   |
| 10                                 | Deportivo Alpachiri (Alpachiri)     | 9  | 0  | 1  | 8  | 9   | 25  | -16 | 1   |
| TOTALES                            | TOTALES                             | 90 | 38 | 14 | 38 | 150 | 150 | 0   | 128 |

| (Cam) | Campeón Apertura. |

#### Clausura
El Torneo Clausura fue ganado por Unión Deportiva Bernaconi, quien una fecha antes de la finalización del certamen, se adjudicó el mismo.
| Tabla Posiciones Clausura Zona Sur |                                     |    |    |    |    |     |     |     |     |
| Pos                                | Equipo                              | J  | G  | E  | P  | GF  | GC  | Dif | Pts |
| 1                                  | Unión Dep. Bernasconi (Bernasconi)  | 9  | 8  | 1  | 0  | 20  | 3   | 17  | 25  |
| 2                                  | Pampero (Guatraché)                 | 9  | 6  | 2  | 1  | 26  | 9   | 17  | 20  |
| 3                                  | Huracán (Guatraché)                 | 9  | 5  | 2  | 2  | 17  | 6   | 11  | 17  |
| 4                                  | Argentino (Darregueira)             | 8  | 5  | 1  | 2  | 9   | 10  | -1  | 16  |
| 5                                  | Independiente (Jacinto Aráuz)       | 9  | 4  | 2  | 3  | 11  | 12  | -1  | 14  |
| 6                                  | Unión (General Campos)              | 9  | 3  | 3  | 3  | 12  | 12  | 0   | 12  |
| 7                                  | Villa Mengelle (Jacinto Aráuz)      | 9  | 2  | 2  | 5  | 10  | 17  | -7  | 8   |
| 8                                  | Gimnasia y Esgrima (Darregueira)    | 9  | 1  | 1  | 7  | 9   | 20  | -11 | 4   |
| 9                                  | Sportivo y Cultural (G. San Martín) | 9  | 1  | 1  | 7  | 11  | 20  | -9  | 4   |
| 10                                 | Deportivo Alpachiri (Alpachiri)     | 8  | 0  | 3  | 5  | 8   | 24  | -16 | 3   |
| TOTALES                            | TOTALES                             | 88 | 35 | 18 | 35 | 133 | 133 | 0   | 123 |

| (Cam) | Campeón Clausura. |

#### Posiciones Generales Zona Sur 2021
| Tabla Posiciones Zona Sur |                             |     |    |    |    |     |     |     |     |
| Pos                       | Equipo                      | J   | G  | E  | P  | GF  | GC  | Dif | Pts |
| 1                         | Unión Dep. Bernasconi (Cla) | 18  | 15 | 2  | 1  | 50  | 13  | 37  | 47  |
| 2                         | Pampero (Cla)               | 18  | 14 | 3  | 1  | 46  | 13  | 33  | 45  |
| 3                         | Huracán (Cla)               | 18  | 10 | 2  | 6  | 33  | 22  | 11  | 32  |
| 4                         | Independiente (Rep)         | 18  | 9  | 4  | 5  | 28  | 21  | 7   | 31  |
| 5                         | Argentino (Rep)             | 17  | 8  | 3  | 6  | 23  | 29  | -6  | 27  |
| 6                         | Unión                       | 18  | 5  | 5  | 8  | 21  | 33  | -12 | 20  |
| 7                         | Gimnasia y Esgrima          | 18  | 6  | 1  | 11 | 26  | 32  | -6  | 19  |
| 8                         | Villa Mengelle              | 18  | 4  | 4  | 10 | 21  | 36  | -15 | 16  |
| 9                         | Sportivo y Cultural         | 18  | 2  | 4  | 12 | 18  | 35  | -17 | 10  |
| 10                        | Deportivo Alpachiri         | 17  | 0  | 4  | 13 | 17  | 49  | -32 | 4   |
| TOTALES                   | TOTALES                     | 178 | 73 | 32 | 73 | 283 | 283 | 0   | 251 |

| (Cla) | Clasificados al Provincial.                         |
| (Rep) | Cladificados al Repechaje por el Torneo Provincial. |

### Final Zona Sur
Se enfrentaron en partidos de ida y vuelta, el Campeón del Apertura, Pampero; y el Campeón del Clausura, Unión Deportiva Bernasconi de Bernasconi; con ventaja de localía para el segundo de ellos, por ser el equipo que máyor cantidad de puntos sumó, en la tabla acumulada de posiciones (sumatoria Apertura y Clausura).
Al cabo de ambos encuentros el Campeón de la Zona Sur fue Unión Deportiva Bernansconi, que ganó sendos cotejos; venció de visitante en la ida por 3 a 0; y nuevamente venció en la vuelta, de local, por 3 a 0, y obtuvo el título de la Zona Sur luego de diez años, siendo el cuarto campeonato de su historia.
|  | Final            |                     |   |   |  |
|  | 28//11 y 5/12/21 |                     |   |   |  |
|  |                  |                     |   |   |  |
|  | 1                | Unión D. Bernasconi | 3 | 3 |  |
|  | 1                | Unión D. Bernasconi | 3 | 3 |  |
|  | 2                | Pampero             | 0 | 0 |  |
|  | 2                | Pampero             | 0 | 0 |  |

Nota: El equipo mencionado en la línea superior definió la serie de local.

### Repechajes Clasificatorios al Provincial
Los dos equipos mejor posicionados en la tabla anual de cada una de las zonas, excluidos los ya clasificados al Torneo Provincial 2022, 
clasificaron a una instancia de repechaje en la que se enfrentaron cruzados los de Zona Norte frente a los de Zona Sur -con ventaja deportiva y de localía para los mejores ubicados en cada una de las zonas-, para determinar dos equipos más que clasificaron al provincial; los ganadores de las series fueron ambos conjuntos de la Zona Norte: Deportivo Mac Allister y Guardia del Monte.
|  | Final             |                        |   |   |  |
|  | 28/11 y 5/12/2021 |                        |   |   |  |
|  |                   |                        |   |   |  |
|  | 1                 | Deportivo Mac Allister | 3 | 3 |  |
|  | 1                 | Deportivo Mac Allister | 3 | 3 |  |
|  | 2                 | Argentino Juniors      | 1 | 1 |  |
|  | 2                 | Argentino Juniors      | 1 | 1 |  |

|  | Final             |                   |   |   |  |
|  | 28/11 y 5/12/2021 |                   |   |   |  |
|  |                   |                   |   |   |  |
|  | 1                 | Independiente     | 0 | 0 |  |
|  | 1                 | Independiente     | 0 | 0 |  |
|  | 2                 | Guardia del Monte | 4 | 0 |  |
|  | 2                 | Guardia del Monte | 4 | 0 |  |

Nota: Los equipos mencionados en la línea superior definieron las series de local.

## Final de Liga 2021
El campeón de la Zona Norte: All Boys, y el campeón de la Zona Sur: Unión Deportiva Bernasconi, se enfrentaron -al igual que en la definición del torneo 2011- para determinar el campeón del Torneo Oficial 2021, sin ventajas de ningún tipo y con sorteo de la localía.
Precisamente, el sorteo de la localía, y las fechas de disputa de los partidos de la serie que definió al campeón, se desarrolló en la sede de la liga, el jueves 9 de diciembre, y determinó que el torneo se defina en la localidad de Bernasconi, jugándose el 15 de diciembre en el estadio del All Boys; y el 22 de diciembre en el estadio de Unión Deportiva Bernasconi.
En el partido de ida, jugado en el Estadio Dr. Ramón Turnes, el ganador fue All Boys que, con goles de Fensel y Carluche, aventajó por 2 a 0 a Unión Deportiva Bernasconi.

El partido de vuelta, se jugó el 22 de diciembre de 2021, en el estadio Carlos Javier Mac Allister de Bernasconi, en el que si bien la Unión Deportiva, local, con goles de Brian Ramírez y Tomás Alou de penal, ganó por 2 a 1 (gol de Jeremías Lucero); el campeón liguista por 43ª vez fue el Club All Boys.
|  | Final           |                            |   |   |  |  |
|  | 15 y 22/12/2021 |                            |   |   |  |  |
|  |                 |                            |   |   |  |  |
|  | 1               | Unión Deportiva Bernasconi | 0 | 2 |  |  |
|  | 1               | Unión Deportiva Bernasconi | 0 | 2 |  |  |
|  | 2               | All Boys                   | 2 | 1 |  |  |
|  | 2               | All Boys                   | 2 | 1 |  |  |

Nota: El equipo mencionado en la línea superior definió la serie de local.

## Primera B Zona Norte
En la Zona Norte, se jugó también el Torneo de Primera B. El torneo contó con el debut, en el ámbito de la Liga Cultural, de cuatro instituciones: La Barranca, Deportivo Centro Oeste, Barrio Matadero y Deportivo Carro Quemado.
La mesa directiva determinó que el torneo comenzara el primer fin de semana de abril. Del certamen tomaron participación catorce equipos, que representaron a ocho localidades de la provincia; los equipos fueron divididos en dos grupos de siete equipos cada uno.
Los conjuntos se enfrentaron todos contra todos, dentro de su grupo, a dos ruedas, invirtiendo en la segunda rueda la condición de local, jugando cada uno de los equipos, un total de doce partidos.
Tras ello, se confeccionaron las tablas de posiciones de cada grupo, y del primero al cuarto de cada zona, clasificaron a los cuartos de final del torneo, para determinar los dos ascensos y al campeón.

### Posiciones
| Tabla Posiciones Grupo A |                                   |    |    |    |    |     |
| Pos                      | Equipo                            | J  | G  | E  | P  | Pts |
| 1                        | Unión (General Acha) (Cla)        | 12 | 7  | 4  | 1  | 25  |
| 2                        | Deportivo Uriburu (Uriburu)(Cla)  | 12 | 7  | 3  | 2  | 24  |
| 3                        | Unión Dep. Campos (G. Acha) (Cla) | 12 | 6  | 3  | 3  | 21  |
| 4                        | Centro Oeste (Santa Rosa) (Cla)   | 12 | 4  | 3  | 5  | 15  |
| 5                        | La Barranca (Santa Rosa)          | 12 | 2  | 5  | 5  | 11  |
| 6                        | Sarmiento (Santa Rosa)            | 12 | 2  | 4  | 6  | 10  |
| 7                        | Pampero (Ataliva Roca)            | 12 | 2  | 2  | 8  | 8   |
| TOTALES                  | TOTALES                           | 84 | 30 | 24 | 30 | 114 |

| Tabla Posiciones Grupo B |                                      |    |    |    |    |     |
| Pos                      | Equipo                               | J  | G  | E  | P  | Pts |
| 1                        | Cochicó (Victorica)(Cla)             | 12 | 7  | 3  | 2  | 24  |
| 2                        | Deportivo Telén (Telén)(Cla)         | 12 | 6  | 3  | 3  | 21  |
| 3                        | El Elyon (Santa Rosa) (Cla)          | 12 | 4  | 4  | 4  | 16  |
| 4                        | Barrio Matadero (Santa Rosa)(Cla)    | 12 | 3  | 6  | 3  | 15  |
| 5                        | Matadero por la Lealtad (Santa Rosa) | 12 | 4  | 2  | 6  | 14  |
| 6                        | Juventud Unida (Santa Isabel)        | 12 | 3  | 4  | 5  | 13  |
| 7                        | Carro Quemado (Carro Quemado)        | 12 | 1  | 6  | 5  | 9   |
| TOTALES                  | TOTALES                              | 84 | 28 | 28 | 28 | 112 |

| (Cla) | Clasificados a Cuartos de Final del Torneo. |

### Llave Final
En los cuartos de final, se enfrentaron cruzados, el primero de un grupo, frente al cuarto del otro y el segundo contra el tercero, y viceversa, contando con ventaja deportiva y de localía los primeros y segundos de cada grupo.
Los perdedores de los cuartos de final quedaron eliminados; mientras que los ganadores de cada serie, clasificaron a las semifinales del torneo, que determinaron nuevos cruces; teniendo el incentivo los semifinalistas que ambas series eran "finales" pues los respectivos ganadores lograban el ascenso a Primera División, además de obtener el pase a la final para la disputa del título de Primera B.
Los ascendidos fueron: Unión Deportiva Campos, que retornó a Primera División luego de 11 años, y Deportivo Uriburú que retornó a Primera División luego de 52 años (en los que alternó participaciones en la Liga Pampeana, y en Primera B, de la Liga Cultural).

Para la serie final, se sorteó la localía, y ninguno de los equipos contó con ventaja alguna. En el partido de ida jugado en General Acha emataron 0 a 0. Y en el partido de vuelta, jugado en Uriburu, el Deportivo local, con gol de Esteban Miranda, ganó por 1 a 0, obteniendo el título de campeón de Primera B 2021, de la Liga Cultural de Fútbol.
|  | Cuartos de Final  | Cuartos de Final | Cuartos de Final  |   |                   | Semifinal         | Semifinal         | Semifinal         |  |                   | Final           | Final           | Final           |  |
|  | 7 y 14/11/2021    | 7 y 14/11/2021   | 7 y 14/11/2021    |   |                   | 28/11 y 5/12/2021 | 28/11 y 5/12/2021 | 28/11 y 5/12/2021 |  |                   | 12 y 19/12/2021 | 12 y 19/12/2021 | 12 y 19/12/2021 |  |
|  |                   |                  |                   |   |                   |                   |                   |                   |  |                   |                 |                 |                 |  |
|  |                   |                  |                   |   |                   |                   |                   |                   |  |                   |                 |                 |                 |  |
|  | Deportivo Uriburu | 0                | 1                 |   |                   |                   |                   |                   |  |                   |                 |                 |                 |  |
|  | Deportivo Uriburu | 0                | 1                 |   |                   |                   |                   |                   |  |                   |                 |                 |                 |  |
|  | El Elyon          | 0                | 0                 |   |                   |                   |                   |                   |  |                   |                 |                 |                 |  |
|  | El Elyon          | 0                | 0                 |   | Deportivo Uriburu | 2                 | 0                 |                   |  |                   |                 |                 |                 |  |
|  |                   |                  |                   |   | Deportivo Uriburu | 2                 | 0                 |                   |  |                   |                 |                 |                 |  |
|  |                   |                  | Centro Oeste      | 1 | 0                 |                   |                   |                   |  |                   |                 |                 |                 |  |
|  | Sportivo Cochicó  | 1                | Centro Oeste      | 1 | 0                 | 0                 |                   |                   |  |                   |                 |                 |                 |  |
|  | Sportivo Cochicó  | 1                |                   |   |                   |                   |                   |                   |  |                   |                 |                 |                 |  |
|  | Centro Oeste      | 2                | 1                 |   |                   |                   |                   |                   |  |                   |                 |                 |                 |  |
|  | Centro Oeste      | 2                | 1                 |   |                   |                   |                   |                   |  | Deportivo Uriburu | 0               | 1               |                 |  |
|  |                   |                  |                   |   |                   |                   |                   |                   |  | Deportivo Uriburu | 0               | 1               |                 |  |
|  |                   |                  | Unión Dep. Campos | 0 | 0                 |                   |                   |                   |  |                   |                 |                 |                 |  |
|  | Deportivo Telén   | 0                | Unión Dep. Campos | 0 | 0                 | 2                 |                   |                   |  |                   |                 |                 |                 |  |
|  | Deportivo Telén   | 0                |                   |   |                   |                   |                   |                   |  |                   |                 |                 |                 |  |
|  | Unión Dep. Campos | 0                | 3                 |   |                   |                   |                   |                   |  |                   |                 |                 |                 |  |
|  | Unión Dep. Campos | 0                | 3                 |   | Unión Dep. Campos | 4                 | 3                 |                   |  |                   |                 |                 |                 |  |
|  |                   |                  |                   |   | Unión Dep. Campos | 4                 | 3                 |                   |  |                   |                 |                 |                 |  |
|  |                   |                  | Barrio Matadero   | 3 | 1                 |                   |                   |                   |  |                   |                 |                 |                 |  |
|  | Unión             | 3                | Barrio Matadero   | 3 | 1                 | 0                 |                   |                   |  |                   |                 |                 |                 |  |
|  | Unión             | 3                |                   |   |                   |                   |                   |                   |  |                   |                 |                 |                 |  |
|  | Barrio Matadero   | 5                | 0                 |   |                   |                   |                   |                   |  |                   |                 |                 |                 |  |
|  | Barrio Matadero   | 5                | 0                 |   |                   |                   |                   |                   |  |                   |                 |                 |                 |  |
|  |                   |                  |                   |   |                   |                   |                   |                   |  |                   |                 |                 |                 |  |

Nota: El equipo mencionado en la línea superior definió la serie de local.